# Xian de Jainca
Le xian de Jainca ou Chentsa (Tibétain: གཅན་ཚ།: Wylie: gcan tsa) est un district administratif de la province du Qinghai en Chine. Il est placé sous la juridiction de la préfecture autonome tibétaine de Huangnan.

## Démographie
La population du district était de 47 855 habitants en 1999.

## Personnalité
L'artiste Amdo Jampa né dans le Xian de Jainca a été un étudiant de Gendün Chöphel, il est connu pour son style photo-réaliste. Il a fait des portraits célèbres du dalaï-lama et du panchen-lama.
Yonten Gyatso y est né.
Rongpo Lobsang Nyendak y est né. 
Selon l'agence Chine nouvelle Tamding Thar, un Tibétain d'environ 60 ans s'est immolé par le feu le 15 juin 2012 dans le district de Jianzha. Il est décédé de ses blessures,,.